# Fly on the Wall (album AC/DC)
Fly on the Wall è il decimo album in studio del gruppo musicale australiano AC/DC, pubblicato il 28 giugno 1985 dalla Atlantic Records.

## Tracce
Testi e musiche di Angus Young, Malcolm Young e Brian Johnson.
1. Fly on the Wall – 3:43
2. Shake Your Foundations – 4:08
3. First Blood – 3:40
4. Danger – 4:22
5. Sink the Pink – 4:14
6. Playing with Girls – 3:44
7. Stand Up – 3:53
8. Hell or High Water – 4:31
9. Back in Business – 4:22
10. Send for the Man – 3:26

## Formazione
- Brian Johnson – voce
- Angus Young – chitarra solista
- Malcolm Young – chitarra ritmica
- Cliff Williams – basso
- Simon Wright – batteria